# Piłka nożna w Anglii (2001/2002)
Sezon 2001/2002 był 122. w historii angielskiej piłki nożnej.

## Reprezentacja Anglii
| Data                | Przeciwnik       | Miejsce spotkania | Miejsce spotkania                 | Mecz               | Rezultat   | Wynik | Strzelcy bramek dla Anglii                                   |
| ------------------- | ---------------- | ----------------- | --------------------------------- | ------------------ | ---------- | ----- | ------------------------------------------------------------ |
| 15 sierpnia 2001    | Holandia         | Dom               | White Hart Lane, Londyn           | Mecz towarzyski    | Porażka    | 0-2   |                                                              |
| 1 września 2001     | Niemcy           | Wyjazd            | Stadion Olimpijski, Monachium     | kwalifikacje do MŚ | Zwycięstwo | 5-1   | Michael Owen (3), Steven Gerrard, Emile Heskey               |
| 5 września 2001     | Albania          | Dom               | St James’ Park, Newcastle         | kwalifikacje do MŚ | Zwycięstwo | 2-0   | Michael Owen, Robbie Fowler                                  |
| 6 października 2001 | Grecja           | Dom               | Old Trafford, Manchester          | kwalifikacje do MŚ | Remis      | 2-2   | Teddy Sheringham, David Beckham                              |
| 10 listopada 2001   | Szwecja          | Dom               | Old Trafford, Manchester          | Mecz towarzyski    | Remis      | 1-1   | David Beckham (kar.)                                         |
| 13 lutego 2002      | Holandia         | Wyjazd            | Amsterdam ArenA, Amsterdam        | Mecz towarzyski    | Remis      | 1-1   | Darius Vassell                                               |
| 27 marca 2002       | Włochy           | Dom               | Elland Road, Leeds                | Mecz towarzyski    | Porażka    | 1-2   | Robbie Fowler                                                |
| 17 kwietnia 2002    | Paragwaj         | Dom               | Anfield, Liverpool                | Mecz towarzyski    | Zwycięstwo | 4-0   | Michael Owen, Danny Murphy, Darius Vassell, Celso Ayala (og) |
| 21 maja 2002        | Korea Południowa | Wyjazd            | Cheju World Cup Stadium, Sŏgwip'o | Mecz towarzyski    | Remis      | 1-1   | Michael Owen                                                 |
| 26 maja 2002        | Kamerun          | Bezpośredni       | Wing Stadium, Kobe                | Friendly           | Remis      | 2-2   | Darius Vassell, Robbie Fowler                                |
| 2 czerwca 2002      | Szwecja          | Bezpośredni       | Stadion Saitama, Saitama          | MŚ i I runda       | Remis      | 1-1   | Sol Campbell                                                 |
| 7 czerwca 2002      | Argentyna        | Bezpośredni       | Sapporo Dome, Sapporo             | MŚ – I runda       | Zwycięstwo | 1-0   | David Beckham (kar.)                                         |
| 12 czerwca 2002     | Nigeria          | Bezpośredni       | Stadion Nagai, Osaka              | MŚ – I runda       | Remis      | 0-0   |                                                              |
| 15 czerwca 2002     | Dania            | Bezpośredni       | Stadium Big Swan, Niigata         | MŚ – II runda      | Zwycięstwo | 3-0   | Rio Ferdinand, Michael Owen, Emile Heskey                    |
| 21 czerwca 2002     | Brazylia         | Neutralny         | Stadium Epoca, Fukuroi            | MŚ – ćwierćfinał   | Porażka    | 1-2   | Michael Owen                                                 |

## Rozgrywki ligowe

### Premiership
|    | Klub              | M  | Z  | R  | P  | Bramki  | Pkt |
| 1  | Arsenal           | 38 | 26 | 9  | 3  | 79 – 36 | 87  |
| 2  | Liverpool         | 38 | 24 | 8  | 6  | 67 – 30 | 80  |
| 3  | Manchester United | 38 | 24 | 5  | 9  | 87 – 45 | 77  |
| 4  | Newcastle United  | 38 | 21 | 8  | 9  | 74 – 52 | 71  |
| 5  | Leeds United      | 38 | 18 | 12 | 8  | 53 – 37 | 66  |
| 6  | Chelsea           | 38 | 17 | 13 | 8  | 66 – 38 | 64  |
| 7  | West Ham United   | 38 | 15 | 8  | 15 | 48 – 57 | 53  |
| 8  | Aston Villa       | 38 | 12 | 14 | 12 | 46 – 47 | 50  |
| 9  | Tottenham Hotspur | 38 | 14 | 8  | 16 | 49 – 53 | 50  |
| 10 | Blackburn Rovers  | 38 | 12 | 10 | 16 | 55 – 51 | 46  |
| 11 | Southampton       | 38 | 12 | 9  | 17 | 46 – 54 | 45  |
| 12 | Middlesbrough     | 38 | 12 | 9  | 17 | 35 – 47 | 45  |
| 13 | Fulham            | 38 | 10 | 14 | 14 | 36 – 44 | 44  |
| 14 | Charlton Athletic | 38 | 10 | 14 | 14 | 38 – 49 | 44  |
| 15 | Everton           | 38 | 11 | 10 | 17 | 45 – 57 | 43  |
| 16 | Bolton Wanderers  | 38 | 9  | 13 | 16 | 44 – 62 | 40  |
| 17 | Sunderland        | 38 | 10 | 10 | 18 | 29 – 51 | 40  |
| 18 | Ipswich Town      | 38 | 9  | 9  | 20 | 41 – 64 | 36  |
| 19 | Derby County      | 38 | 8  | 6  | 24 | 33 – 63 | 30  |
| 20 | Leicester City    | 38 | 5  | 13 | 20 | 30 – 64 | 28  |

M = rozegrane mecze; Z = zwycięstwa; R = remisy; P = porażki; Bramki: zdobyte – stracone; Pkt = punkty
Liga Mistrzów: 1., 2. miejsce 

Eliminacje do Ligi Mistrzów: 3., 4 miejsce

Spadek do Pierwszej Dywizji: 18., 19., 20. miejsce 

### First Division
```
                              P   W  D  L   F   A   W  D  L   F   A   GD  Pts
 1. 
Manchester City
          46  19  3  1  63  19  12  3  8  45  33  +56  99  

 
2. 
West Bromwich Albion
     46  15  4  4  36  11  12  4  7  25  18  +32  89

 
3. 
Wolverhampton Wanderers
  46  13  4  6  33  18  12  7  4  43  25  +33  86

 
4. 
Millwall
                 46  15  3  5  43  22   7  8  8  26  26  +21  77

 
5. 
Birmingham City
          46  14  4  5  44  20   7  9  7  26  29  +21  76

 
6. 
Norwich City
             46  15  6  2  36  16   7  3 13  24  35   +9  75  

 
7. 
Burnley
                  46  11  7  5  39  29  10  5  8  31  33   +8  75

 8. 
Preston North End
        46  13  7  3  45  21   7  5 11  26  38  +12  72
 9. 
Wimbledon
                46   9  8  6  30  22   9  5  9  33  35   +6  67
10. 
Crystal Palace
           46  13  3  7  42  22   7  3 13  28  40   +8  66
11. 
Coventry City
            46  12  4  7  33  19   8  2 13  26  34   +6  66
12. 
Gillingham
               46  12  5  6  38  26   6  5 12  26  41   -3  64
13. 
Sheffield United
         46   8  8  7  34  30   7  7  9  19  24   -1  60
14. 
Watford
                  46  10  5  8  38  30   6  6 11  24  26   +6  59
15. 
Bradford City
            46  10  1 12  41  39   5  9  9  28  37   -7  55
16. 
Nottingham Forest
        46   7 11  5  26  21   5  7 11  24  30   -1  54
17. 
Portsmouth
               46   9  6  8  36  31   4  8 11  24  41  -12  53
18. 
Walsall
                  46  10  6  7  29  27   3  6 14  22  44  -20  51
19. 
Grimsby Town
             46   9  7  7  34  28   3  7 13  16  44  -22  50
20. 
Sheffield Wednesday
      46   6  7 10  28  37   6  7 10  21  34  -22  50
21. 
Rotherham United
         46   7 13  3  32  29   3  6 14  20  37  -14  49

22. 
Crewe Alexandra
          46   8  8  7  23  32   4  5 14  24  44  -29  49

23. 
Barnsley
                 46   9  9  5  37  33   2  6 15  22  53  -27  48

24. 
Stockport County
         46   5  1 17  19  44   1  7 15  23  58  -60  26
```

Kolor niebieski = Awans do Premiership

Kolor zielony = Przegrane baraże o awans do Premiership

 Kolor czerwony = Spadek do Drugiej Dywizji

### Second Division
```
                              P   W  D  L   F   A   W  D  L   F   A   GD  Pts

 1. 
Brighton & Hove Albion
   46  17  5  1  42  16   8 10  5  24  26  +24  90

 2. 
Reading
                  46  12  7  4  36  20  11  8  4  34  23  +27  84
 
 3. 
Brentford
                46  17  5  1  48  12   7  6 10  29  31  +34  83
 4. 
Cardiff City
             46  12  8  3  39  25  11  6  6  36  25  +25  83 

 
5. 
Stoke City
               46  16  4  3  43  12   7  7  9  24  28  +27  80
 

 6. 
Huddersfield Town
        46  13  7  3  35  19   8  8  7  30  28  +18  78
 7. 
Bristol City
             46  13  6  4  38  21   8  4 11  30  32  +15  73
 8. 
Queens Park Rangers
      46  11 10  2  35  18   8  4 11  25  31  +11  71
 9. 
Oldham Athletic
          46  14  6  3  47  27   4  10 9  30  38  +12  70
10. 
Wigan Athletic
           46   9  6  8  36  23   7  10 6  30  28  +15  64
11. 
Wycombe Wanderers
        46  13  5  5  38  26   4  8 11  20  38   -6  64
12. 
Tranmere Rovers
          46  10  9  4  39  19   6  6 11  24  41   +3  63
13. 
Swindon Town
             46  10  7  6  26  21   5  7 11  20  35  -10  59
14. 
Port Vale
                46  11  6  6  35  24   5  4 14  16  38  -11  58
15. 
Colchester United
        46   9  6  6  35  33   6  6 11  30  43  -11  57
16. 
Blackpool
                46   8  9  6  39  31   6  5 12  27  38   -3  56
17. 
Peterborough United
      46  11  5  7  46  26   4  5 14  18  33   -5  55
18. 
Chesterfield
             46   9  3 11  35  36   4 10  9  18  29  -12  52
19. 
Notts County
             46   8  7  8  28  29   5  4 14  31  42  -12  50
20. 
Northampton Town
         46   9  4 10  30  33   5  3 15  24  46  -25  49

21. 
A.F.C. Bournemouth
       46   9  4 10  36  33   1 10 12  20  38  -15  44

22. 
Bury
                     46   6  9  8  26  32   5  2 16  17  43  -32  44

23. 
Wrexham
                  46   7  7  9  29  32   4  3 16  27  57  -33  43

24. 
Cambridge United
         46   7  7  9  29  34   0  6 17  18  59  -46  34
```

### Third Division
```
                              P   W  D  L   F   A   W  D  L   F   A   GD  Pts

1. 
Plymouth Argyle
          46  19  2  2  41  11  12  7  4  30  17  +43  102

 2. 
Luton Town
               46  15  5  3  50  18  15  2  6  46  30  +48  97

 
3. 
Mansfield Town
           46  17  3  3  49  24   7  4 12  23  36  +12  79

 
4. 
Cheltenham Town
          46  11 11  1  40  20  10  4  9  26  29  +17  78
 
 5. 
Rochdale
                 46  13  8  2  41  22   8  7  8  24  30  +13  78
 6. 
Rushden & Diamonds
       46  14  5  4  40  20   6  8  9  29  33  +15  73
 7. 
Hartlepool United
        46  12  6  5  53  23   8  5 10  21  25  +26  71  
 8. 
Scunthorpe United
        46  14  5  4  43  22   5  9  9  31  34  +18  71
 9. 
Shrewsbury Town
          46  13  4  6  36  19   7  6 10  28  34  +11  70
10. 
Kidderminster Harriers
   46  13  6  4  35  17   6  3 14  21  30   +9  66
11. 
Hull City
                46  12  6  5  38  18   4  7 12  19  33   +6  61   
12. 
Southend United
          46  12  5  6  36  22   3  8 12  15  32   -3  58
13. 
Macclesfield Town
        46   7  7  9  23  25   8  6  9  18  27  -11  58
14. 
York City
                46  11  5  7  26  20   5  4 14  28  47  -13  57
15. 
Darlington
               46  11  6  6  37  25   4  5 14  23  46  -11  56
16. 
Exeter City
              46   7  9  7  25  32   7  4 12  23  41  -25  55
17. 
Carlisle United
          46  11  5  7  31  21   1 11 11  18  35   -7  52
18. 
Leyton Orient
            46  10  7  6  37  25   3  6 14  18  46  -16  52
19. 
Torquay United
           46   8  6  9  27  31   4  9 10  19  32  -17  51
20. 
Swansea City
             46   7  8  8  26  26   6  4 13  27  51  -24  51
21. 
Oxford United
            46   8  7  8  34  28   3  7 13  19  34   -9  47
22. 
Lincoln City
             46   8  4 11  25  27   2 12  9  19  35  -18  46
23. 
Bristol Rovers
           46   8  7  8  28  28   3  5 15  12  32  -20  45

24. 
Halifax Town
             46   5  9  9  24  28   3  3 17  15  56  -45  36
```

## Europejskie kwalifikacje

### Liga Mistrzów UEFA

#### Faza grupowa
- Arsenal F.C.
- Liverpool F.C.

#### Runda kwalifikacyjna
- Manchester United
- Newcastle United

### Puchar UEFA
- Chelsea (finalista pucharu; Arsenal zakwalifikował się do Ligi Mistrzów)
- Blackburn Rovers (Puchar Ligi)
- Leeds United
- Fulham
- Ipswich Town (nagroda Fair Play)

## Transfery
- 1 sierpnia 2001 – Christian Ziege z Liverpool do Spurs, £4 mln
- 2 sierpnia 2001 – John Hartson z Coventry City do Celticu, £6,5 mln
- 3 sierpnia 2001 – Fabrizio Ravanelli z S.S. Lazio do Derby County, bezpłatnie
- 9 sierpnia 2001 – Jon Harley z Chelsea do Fulham, £3,5 mln
- 9 sierpnia 2001 – Lee Hughes z West Bromwich Albion do Coventry City, £5 mln
- 10 sierpnia 2001 – Laurent Robert z Paris Saint-Germain do Newcastle United, £10,5 mln
- 10 sierpnia 2001 – Edwin van der Sar z Juventus F.C. do Fulham, £7 mln
- 10 sierpnia 2001 – Boudewijn Zenden z FC Barcelona do Chelsea, £7,5 mln
- 14 sierpnia 2001 – Steed Malbranque z Olympique Lyon do Fulham, £5 mln
- 16 sierpnia 2001 – Kasey Keller z Rayo Vallecano do Spurs, wolny transfer
- 24 sierpnia 2001 – Boško Balaban z Dinamo Zagrzeb do Aston Villi, £6 mln
- 31 sierpnia 2001 – Jerzy Dudek z Feyenoordu do Liverpool, £4,85 mln
- 31 sierpnia 2001 – Don Hutchison z Sunderlandu do West Ham, £5 mln
- 31 sierpnia 2001 – Chris Kirkland z Coventry City do Liverpool, £6 mln
- 3 września 2001 – Laurent Blanc z Interu Mediolan to Manchester United, wolny transfer
- 3 września 2001 – Steve Marlet z Lyonu do Fulham, £13,5 mln
- 14 września 2001 – Tomáš Řepka z Fiorentiny do West Ham United, £5,5 mln
- 24 września 2001 – Dean Richards z Southamptonu do Spurs, £8,1 mln
- 19 października 2001 – Seth Johnson z Derby County to Leeds United, £7 mln
- 30 listopada 2001 – Robbie Fowler z Liverpool do Leeds United, £11 mln
- 7 grudnia 2001 – Claudio Reyna z Rangers do Sunderlandu, £4,5 mln
- 24 grudnia 2001 – Milan Baroš z Baníka Ostrawa do Liverpoolu
- 29 grudnia 2001 – Andy Cole z Manchester United do Blackburn Rovers, £7,5 mln
- 23 stycznia 2002 – Diego Forlán z Independiente do Manchester United, £7,5 mln
- 30 stycznia 2002 – Abel Xavier z Everton do Liverpool, £800 000
- 8 lutego 2002 – Jermaine Jenas z Nottingham Forest do Newcastle United, £5 mln
- 18 lutego 2002 – Kolo Touré z ASEC Mimosas do Arsenal, undisclosed
- 6 marca 2002 – Jon Macken z Preston North End do Manchester City, £4 mln
- 18 marca 2002 – Paul Gascoigne z Everton do Burnley, wolny transfer
- 28 marca 2002 – Peter Crouch z Portsmouth do Aston Villa, £4 mln
- 18 kwietnia 2002 – Jamie Redknapp z Liverpool do Spurs, wolny transfer